# Eikenlaan in de nazomer
Eikenlaan in de nazomer is een schilderij door de Nederlandse schilderes Marie Bilders-van Bosse in het Rijksmuseum in Amsterdam.

## Voorstelling

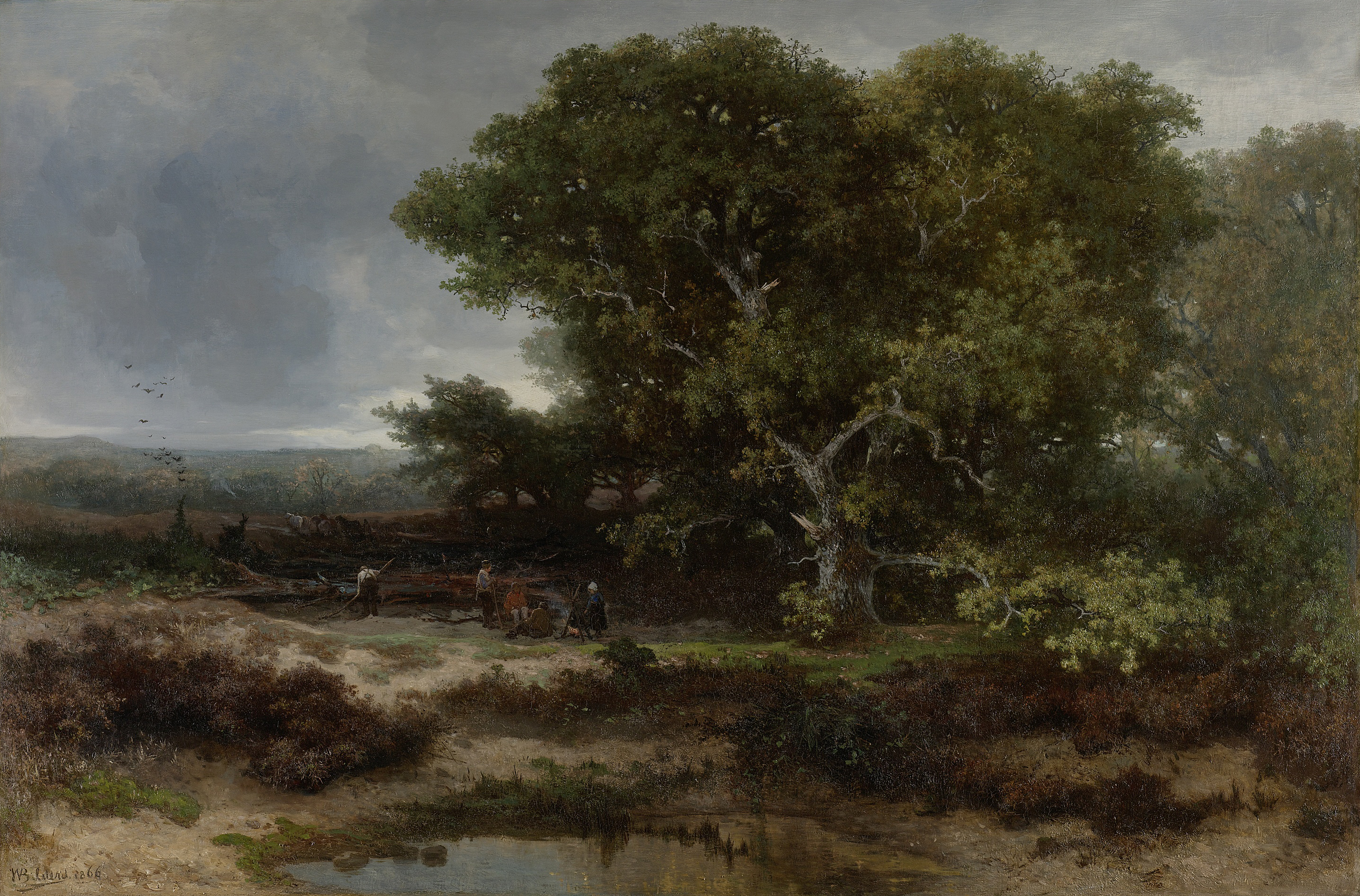
Johannes Warnardus Bilders. De heide bij Wolfheze. 1866. Amsterdam, Rijksmuseum.

Het stelt een zandweg voor tussen een dubbele rij dikke eikenbomen in een heide-achtige omgeving. Tussen de bomen staan twee figuren. De voorstelling is mogelijk geïnspireerd op de heide rondom Wolfheze. Deze omgeving was in de 19e eeuw geliefd onder kunstenaars vanwege zijn schilderachtigheid.

## Toeschrijving en datering
Het schilderij is linksonder gesigneerd ‘M Bilders van Bosse’. Het ontstond dus na haar huwelijk in 1880 met de schilder Johannes Warnardus Bilders.

## Herkomst
Het werk werd op 16 oktober 1900 door het Rijksmuseum gekocht op een benefietveiling van kunstenaarsgenootschap Pulchri Studio, waar Marie Bilders-van Bosse lid van was, in Den Haag.